# Philip Chatfield
Philip John Chatfield (Southampton, 2 dicembre 1927 – Brisbane, 25 luglio 2021) è stato un ballerino e direttore artistico britannico.

## Biografia
Philip Chatfield nacque nei pressi di Southampton e cominciò a studiare danza all'età di sei anni; cinque anni più tardi vinse una borsa di studio per la Sadler's Wells Ballet School. Nel 1943, appena quindicenne, fu scritturato dal Sadler's Wells Ballet, che nel 1955 lo promosse al rango di primo ballerino. In qualità di étoile della compagnia danzò molti dei maggiori ruoli del repertorio classico e moderno, tra cui Siegfried ne Il lago dei cigni, Albrecht in Giselle, Ivan Tsarevitch ne L'uccello di fuoco, Dorkin in Dafni e Cloe, Florestand ne La bella addormentata ed il Re dell'Est in occasione della prima de Il principe delle pagode di John Cranko.
Nel 1958 sposò la collega Rowena Jackson, con cui danzò in una lunga tournée del Royal Ballet che toccò l'Europa, l'America, la Nuova Zelanda e l'Australia. Nel 1959 la coppia si ritirò dal Royal Ballet e fondarono l'United Ballet Company, con cui andarono in tournée in Nuova Zelanda. A metà degli anni settanta Chatfield divenne direttore artistico della National School of Ballet, di cui la moglie fu direttrice artistica associata. Dal 1975 al 1978 fu direttore artistico del Royal New Zealand Ballet.
Jackson e Chatfield si ritirarono dall'attività artistica nel 1993 per trasferirsi a Brisbane, dove Chatfield morì nel 2021 all'età di novantatré anni. La coppia ha avuto due figli: Paul e Rosetta.